# Phoenix (TV-kanal)
Phoenix är en offentligt ägd TV-kanal i Tyskland. Den är ett samarbete mellan ARD och ZDF och har sitt huvudkontor i Bonn. Kanalen visar dokumentärer, reportage, nyheter och diskussionsprogram.